# Intenzita záření
Intenzita záření neboli (plošná) hustota zářivého toku je radiometrická veličina definovaná jako měrná veličina zářivého toku na jednotku plochy. Její jednotkou je watt na metr čtvereční (W/m2). Podobný výraz v angličtině a dalších jazycích (radiant intensity) však označuje zářivost, což je zcela jiná veličina s jinou jednotkou.
Intenzita záření je definována vztahem
{\displaystyle I_{\mathrm {e} }={\frac {\mathrm {d} \Phi _{\mathrm {e} }}{\mathrm {d} S}}}
kde
{\displaystyle I_{\mathrm {e} }} je intenzita záření (W/m2) (stejná značka se používá také pro zcela jinou veličinu s jinou jednotkou: zářivost),
{\displaystyle \Phi _{\mathrm {e} }} je zářivý tok (W),
{\displaystyle S} je plocha (m2).
Při popisu konkrétních situací intenzita záření dostává specifičtější názvy:
| Název veličiny                                         | Značka                                            | Je intenzita záření...                      |
| ------------------------------------------------------ | ------------------------------------------------- | ------------------------------------------- |
| intenzita vyzařování, zářivá emitance, zářivá exitance | {\displaystyle M_{\mathrm {e} },H_{\mathrm {e} }} | ...emitovaného povrchem zdroje              |
| radiozita                                              | {\displaystyle J_{\mathrm {e} }}                  | ...emitovaného + odraženého povrchem tělesa |
| ozářenost, (intenzita) ozáření                         | {\displaystyle E_{\mathrm {e} }}                  | ...dopadajícího na povrch tělesa            |

## Vztah k intenzitě elektrického pole
Intenzita záření závisí na intenzitě elektrického pole vztahem
{\displaystyle I_{\mathrm {e} }={\frac {1}{2}}\,c\,\varepsilon E_{0}^{2}}
Část na pravé straně rovnice je pak střední hodnotou objemové hustoty energie v izotropním prostředí ū.
{\displaystyle u={\frac {1}{2}}\,\varepsilon E_{0}^{2}}

## Vztah k záři
Zář {\displaystyle L_{\mathrm {e} }} lze chápat jako měrnou veličinu intenzity záření {\displaystyle I_{\mathrm {e} }} na jednotkový prostorový úhel {\displaystyle \Omega }. Je mezi nimi tento vztah:
{\displaystyle L_{\mathrm {e} }={\frac {\mathrm {d} I_{\mathrm {e} }}{\mathrm {d} \Omega \cos \theta }},}
{\displaystyle I_{\mathrm {e} }=\int _{\Omega }L_{\mathrm {e} }\cos \theta \,\mathrm {d} \Omega ,}
kde {\displaystyle \theta } je úhel mezi kolmicí k ploše a směrem procházejícího záření.
Je-li zář {\displaystyle L_{\mathrm {e} }} ve všech směrech (polokoule) stejná, platí vztah {\displaystyle I_{\mathrm {e} }=\pi L_{\mathrm {e} }}.